# Asarum muramatsui
Asarum muramatsui är en piprankeväxtart som beskrevs av Tomitaro Makino. Asarum muramatsui ingår i släktet hasselörter, och familjen piprankeväxter. Utöver nominatformen finns också underarten A. m. shimodana.